# 首席执行官
執行長（英語：chief executive officer），又稱為行政總裁、首席執行官，是許多公司或企業，尤其是美國企業的頭銜，亦是在一間企業集團、財閥或行政單位中的最高行政負責人及管理人。

## 主要职责

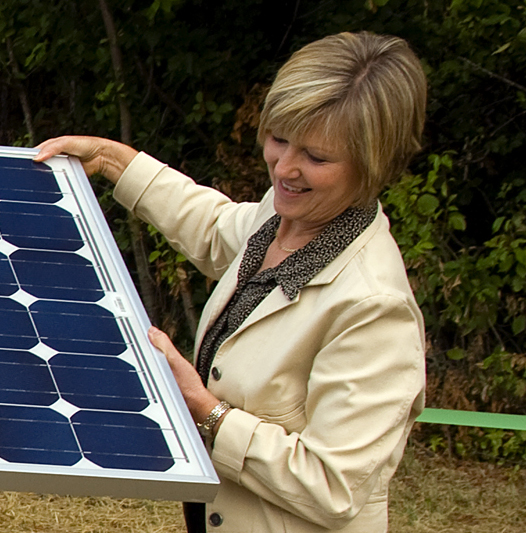
波特蘭通用電力的首席执行官Peggy Fowler

### 對內
- 决策公司的主要运作及日常经营事项：如财务、经营方向、业务范围等。
- 定期向董事会报告业务，提交年度报告。
- 主持公司的日常业务。
- 任免公司的高层管理人员。
- 树立公司品牌。

### 對外
- 参与董事会的决策，执行董事会的决议。
- 对外签订合約或处理业务。

### 其他职责
- 例如树立、巩固或变更企业文化，团队建设，组织结构调整，建立制度和流程等。

## 權力源由

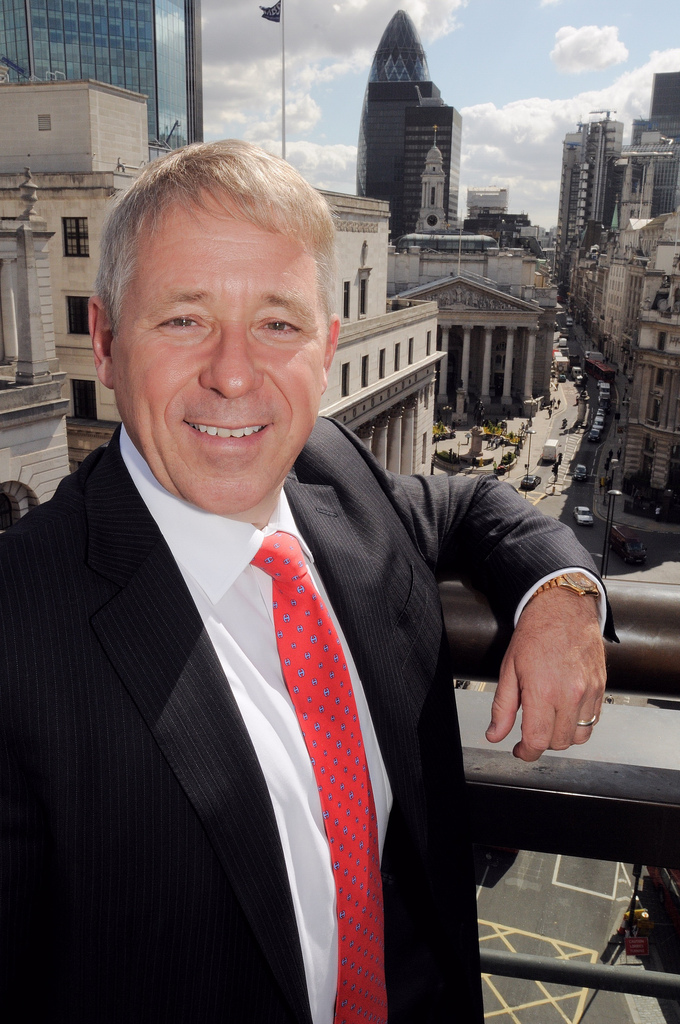
英國友誠壽險的首席执行官Trevor Matthews

企業所有權人是股東，擁有過半數股權或過半數股東會投票權者實際上控制了企業。股東選出董事組成董事會監管負責執行的企業專業經理人及眾員工，「董」字為監督匡正之意，董事會之首為董事長（董事會主席）。股東會通常每年僅召開一兩次，沒舉行股東會時，企業日常最高決策權在董事會；未召開董事會時，則授權董事長或常務董事會決策執行。
而執行長頭銜普及起來是1960年代美国的公司治理改革创新时的产物，近代企業裏高層執行主管分工細名稱眾多，有總裁、社長（日韓企業）、總經理、首席财务官、首席运营官、首席信息官、管理總監（大型企業集團的子公司領導人）等等，故又設立首席執行主管一職，代表眾執行主管之首，位階僅次於董事長，總經理為其下屬，因此通常不设立“副执行長”。中國近代較熟悉的公司總經理職位其實是企業集團的大型部門、分公司或子公司的最高執行人員，並非大型公司領導人。在此之前，美国公司的最高執行负责人是總裁，而總裁的职责就是贯彻执行董事会的经营决策。
公司总裁往往由營運長兼任。當公司企業發展到一個階段時，單一最高經理人已不足滿足公司企業管理需求，因此會有分權或在設一個與執行長同等的職位，例如：總裁。美国公司的副总裁往往是一大批高层及中层管理人员的头衔（而不是专设的职位），自高到低细分为「資深/高級执行副总裁」、「執行副總裁」、「資深/高级副总裁」、副总裁。
不少企業的董事長也兼首席执行官或總裁出現監察、决策與執行功能混合，这特别出现在公司第一代创始人身上。德國法律設有多位監察人組成監事會監督董事會。美國董事會不設監察人，但設有外部董事，由不在同一公司任職、平時與公司較無關聯的社會賢達擔任。

## 公司地位
行政总裁必須直接向公司的董事会（股東代表）负责，而且往往可能就是董事会的成员之一。在公司或组织内部拥有最终的执行权力（最高決策者為董事會或董事局）。在比较小的企业中首席执行官可能同时又是董事长和公司的总裁，但在大企业中这些职务往往是由不同的人担任的，避免个人在企业中扮演过大的角色、拥有过多的权力，同时也可以避免公司本身与公司的所有人（即股东）之间发生利益冲突。
以往只有大型企業集團或跨國企業才會設置執行長的職位，但現在許多中小企業的總經理職缺也改稱為執行長或總裁，形成三者混用現象。三者的共同點是，皆由董事會或董事長直接任命授權，執行並負責企業的實際營運，是公司內部最高階的專業經理人。在台灣，執行長是公司三長之一，另二為董事長、財務長或營運長。

## 国际用法
股东会是公司的最高权力机构、董事会是公司的执行机构，监事会、監察人是公司的监察机构。股东会议决定公司重大事项，制定经营方针和投资计划，选举和更换董事和由股东代表出任的监事；董事会贯彻实施股东会的决议，聘請公司總經理和由總经理提名的副總经理及财务主管，对股东会负责；监事会检查公司财务，监督董事和總经理执行公司职务时的行为，要求纠正董事和總经理损害公司利益的行为。
在一些欧盟国家，有两个分开的管理层，负责日常行政事务的董事会和负责监督监察的监事会（一般为股东选举出来）。在这些国家里，首席执行官主持董事会，而主席则主持监事会，这两个职务一般为不同的人担任。

## 職級對照
| 中文                                                                                           | 英文 | 日語       | 韓語                         |
| ---------------------------------------------------------------------------------------------- | ---- | ---------- | ---------------------------- |
| 董事長、董事會主席                                                                             | ;    | 、         | 會長（）、理事會會長（）     |
| 副董事長、董事會副主席                                                                         |      | 、         | 副會長（）、理事會副會長（   |
| 行政總裁、总裁、董事總經理、总经理（中小企業最高管理人，大型企業集團子公司或事業群最高管理人） |      | （）、（） | （）、（）                   |
| 副總裁、副總經理                                                                               |      | （）       | （）                         |
| 代表董事、公司代表人、法人代表（日韓專屬職務）                                                 |      |            | 代表理事（）                 |
| 執行董事、常務董事                                                                             |      | 、         | 專務（）、常務理事（）       |
| 董事                                                                                           |      | 、         | 理事（）                     |
| 協理、總監、事業群／區域總經理                                                                 |      | 、         | 本部長（）                   |
| 部門（部）處長、（資深）經理                                                                   |      | （）       | （）                         |
| 部門副經理                                                                                     |      | （）       | （）                         |
| 部門（科）課長、（大）組長（以上為主管職）                                                     |      | 、         | 室長（）、課長（）、組長（） |
| 專案經理、小組長、主任、督導員                                                                 |      | 、         | 代理（）、主任（）           |
| 職員                                                                                           |      | （）、（） | （）、（）                   |
| 約聘（僱）、派遣職員、契約員工                                                                 |      | （）       | （）                         |
| 论 编                                                                                          |      |            |                              |

## 外部連結
- 汪惠迪，争鸣：为何不叫“首席执行官”，要称CEO？ （页面存档备份，存于）
- 香港電台《與ceo對話》：電台版 （页面存档备份，存于） / 電視版 （页面存档备份，存于）